# Filet céleste

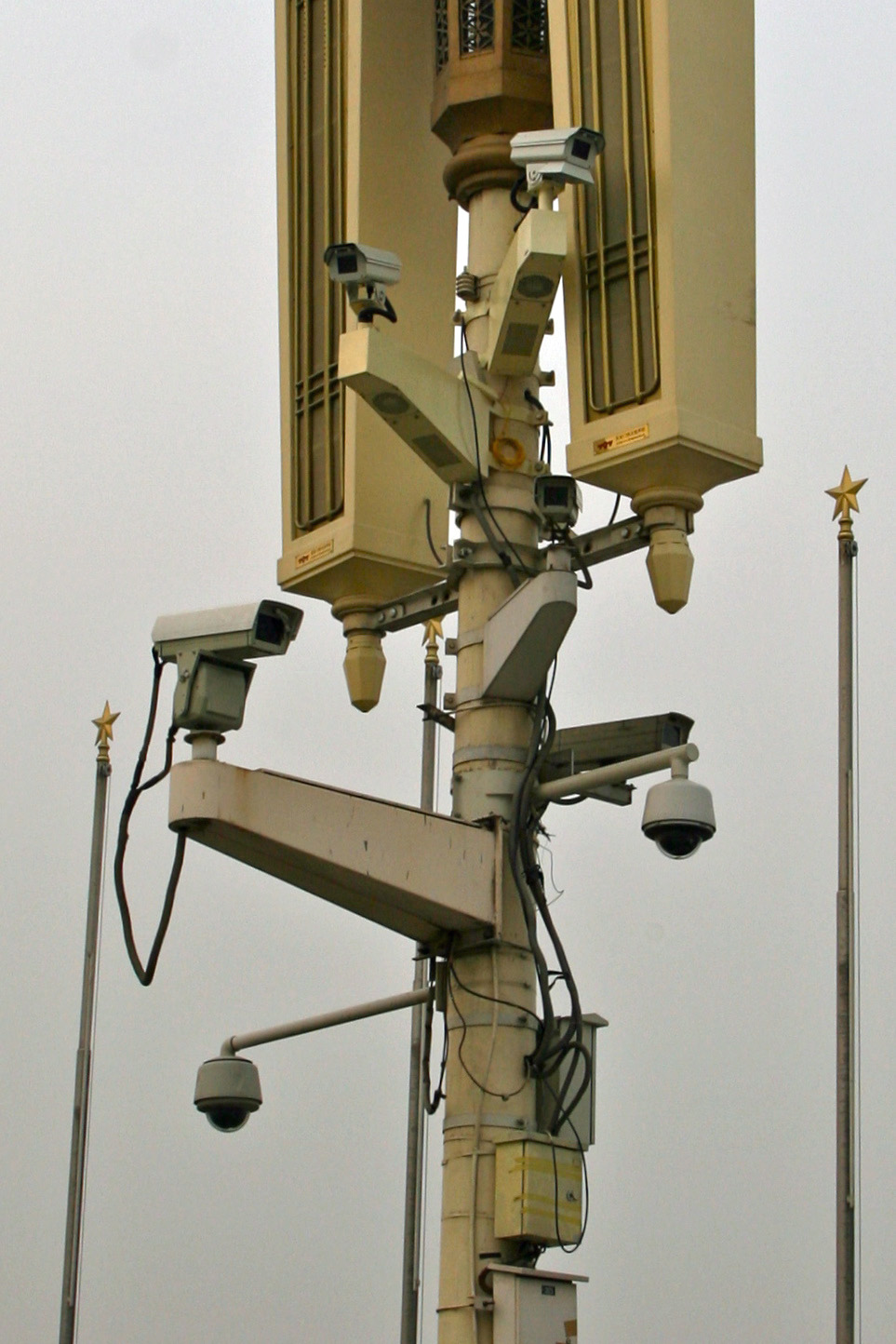
Caméras de surveillance de la place Tiananmen (2009)

Le filet céleste (en chinois : 天网工程) est un réseau informatique de vidéo-surveillance basé sur l'intelligence artificielle en Chine. Il est toujours en développement. Il est utilisé dans la lutte contre la criminalité, la sécurité routière et pour la recherche de personnes disparues.
En 2022, certains auteurs estiment que le nombre de caméras équipées de logiciels de reconnaissance faciale et d’intelligence artificielle s'élève à 700 millions.

## Historique
Les premiers essais sur le filet céleste ont commencé dans les années 2010 dans diverses régions de la Chine. Grâce à une enveloppe budgétaire initiale de 528 millions de yuans, les premiers déploiements ont eu lieu dans la ville de Changsha en 2011. L'objectif était à ce moment-là de l'introduire dans toute la Chine durant la décennie 2020. En quelques années, le réseau s'étendra rapidement: 
- En 2015, le gouvernement a annoncé une couverture complète de la capitale chinoise, Pékin, exception faite des zones rurales[6].
- En 2018, il est désormais exploité dans 16 provinces, municipalités autonomes et régions autonomes[7].
- En 2019, parmi les 10 premières villes avec le plus grand nombre de caméras de surveillance pour 1 000 habitants, 8 sont chinoises (les deux autres étant Londres au Royaume-Uni et Atlanta aux États-Unis[8],[9],[10].

La Chine possède le plus grand réseau de caméras de surveillance au monde avec plus de 200 millions d'unités en 2019. Ce nombre dépassait déjà largement celui des États-Unis, lequel est en seconde place avec 50 millions d'unités. En contraste avec le modèle manufacturier promu au Royaume-Uni et aux États-Unis, lequel repose sur une multitude de petites compagnies, le filet céleste chinois a permis l'émergence rapide de grandes compagnies telles que Hike Vision,. Cette croissance a aussi soutenu les activités d'entreprises chinoises de semi-conducteurs comme Huaweï (HiSilicon) dont les puces ont été intégrées dans plus de la moitié des caméras de surveillance du monde,. 
Le système de reconnaissance connaît tôt après son implantation une efficacité remarquable. En 2017 à Guiyang, un journaliste de la BBC a mis à l'épreuve le réseau et a été identifié puis détenu en 7 minutes. On estime que le réseau peut identifier en une seconde une personne fichée dans la base de données de la république populaire de Chine. La base de données combine les informations du ministère chinois de la sécurité publique, notamment des empreintes digitales, empreintes oculaires, échantillons d'ADN et d'autres données d'authentification biométrique.,
Les données sont recueillies par la police par le truchement de caméras fixes, de visiocasques mais également des lunettes intelligentes portées par des agents. Durant 2018, elles sont également mises en relation avec les historiques de consultation internet des individus fichés ainsi que les plaques d'immatriculation. Le nouvel an chinois 2018, un policier portant des lunettes intelligentes teintées aurait également identifié sept suspects en 0,1 seconde à la gare de Zhengzhou,,,. Les visiocasques introduits auraient également été utilisés par la police pour surveiller la température corporelle des individus dans une foule durant l'épidémie de covid-19 en Chine.

## Critiques
L'ampleur de la couverture du filet céleste étant sans précédent, son usage fait l'objet d'une controverse. L'utilisation dans la lutte contre la criminalité a été décriée notamment par des médias occidentaux pour ses atteintes à la vie privée et pour s'étendre à des territoires où la police chinoise n'a pas juridiction. 
Dans la région autonome ouïghoure du Xinjiang, le filet céleste est mis à profit pour l'analyse algorithmique des informations personnelles collectées à partir de caméras de surveillance et de téléphones portables avec l'intelligence artificielle. Ces méthodes de surveillance sont critiquées comme contribuant à la persécution de la minorité ethnique ouïghoure. Le nombre d'individus envoyés aux camps de « rééducation » du Xinjiang a connu une forte augmentation vers la fin de la décennie 2010. Entre 2017 et 2019, plus de 80000 Ouïghours auraient été emprisonnés pour terrorisme ou autres crimes sans égard aux procédures légales de détention. Un grand nombre d'entre eux auraient ensuite été déportés vers des camps de travail selon l'Institut australien de stratégie politique. Les violations chinoises des droits de l'Homme dans ces camps ont attiré l'attention de la communauté internationale. En octobre 2019, en réaction à ces répressions, le département du commerce des États-Unis a posé des restrictions aux exportations de produits américains (notamment électroniques) à 28 sociétés au moyen de la liste des entités interdites.